# Гогінашвілі Роман Гурамович
Роман Гурамович Гогінашвілі (груз. რომან გოგინაშვილი; нар. 23 січня 1981, Горі, Грузинська РСР) — грузинський футболіст, півзахисник.

## Життєпис
На початку кар'єри грав за клуби вищої ліги Грузії «Діла» (Горі) та «Локомотив» (Тбілісі). У 2004 році перейшов у тираспольський «Шериф» й провів у клубі два сезони, став дворазовим чемпіоном Молдови (2004/05, 2005/06), володарем Кубку (2005/06) та Суперкубком країни (2005). Виходив на поле у матчах Ліги чемпіонів.
2006 року перейшов до «Динамо» (Берестя) і провів у клубі неповні три сезони. Володар Кубка Білорусі 2006/07, у фінальному матчі вийшов на заміну. Учасник матчів Ліги Європи. Влітку 2008 року перейшов до іншого білоруського клубу — «Шахтар» (Солігорськ), але там не закріпився, зіграв лише два матчі. Загалом у вищій лізі Білорусі зіграв 39 матчів та відзначився одним голом.
Влітку 2009 року перейшов до азербайджанського клубу «Олімпік-Шювалан». Наступної весни клуб розірвав з ним контракт без компенсації, звинувативши в тому, що гравець у відпустці заразився гепатитом C, хоча сам Роман усе заперечував.
З 2010 року декілька років виступав у вищій лізі Грузії за Ділу, але не був регулярним гравцем стартового складу. Віце-чемпіон Грузії 2012/13 (провів 2 матчі в сезоні), володар Кубка Грузії 2011/12. Наприкінці кар'єри грав у третьому дивізіоні за «Ліахві-Цхінвалі».